# Homi Jehangir Bhabha
Homi Jehangir Bhabha (30. října 1909, Bombaj – 24. ledna 1966, blízko Mont Blancu) byl indický jaderný fyzik. Často je nazýván "otec indického jaderného programu".
Pocházel z velmi vlivné indické rodiny, byl mj. spřízněn s Dorabji Tatou, zakladatelem firmy Tata Steel. Vystudoval teoretickou fyziku na univerzitě v Cambridge (1933), kde byl mj. žákem matematika Paula Diraca a fyzika Ralpha Howarda Fowlera. Krátký čas rovněž pracoval pod vedením Nielse Bohra v Kodani. Do Indie se Bhabha vrátil roku 1939, když vypukla druhá světová válka. Roku 1941 se stal členem Royal Society. V roce 1945 založil a byl prvním ředitelem Tata Institute of Fundamental Research v Bombaji a později i Bhabha Atomic Research Centre. Obě instituce sehrály klíčovou roli při konstrukci indické atomové bomby, za jejíž výrobu Bhabha intenzivně bojoval. Roku 1954 byl vyznamenán indickým státním vyznamenáním Padma Bhushan. Zahynul roku 1966 při leteckém neštěstí nad Alpami. Kolem této nehody se z pochopitelných důvodů vyrojilo mnoho konspiračních spekulací.